# Substitutioneel defect

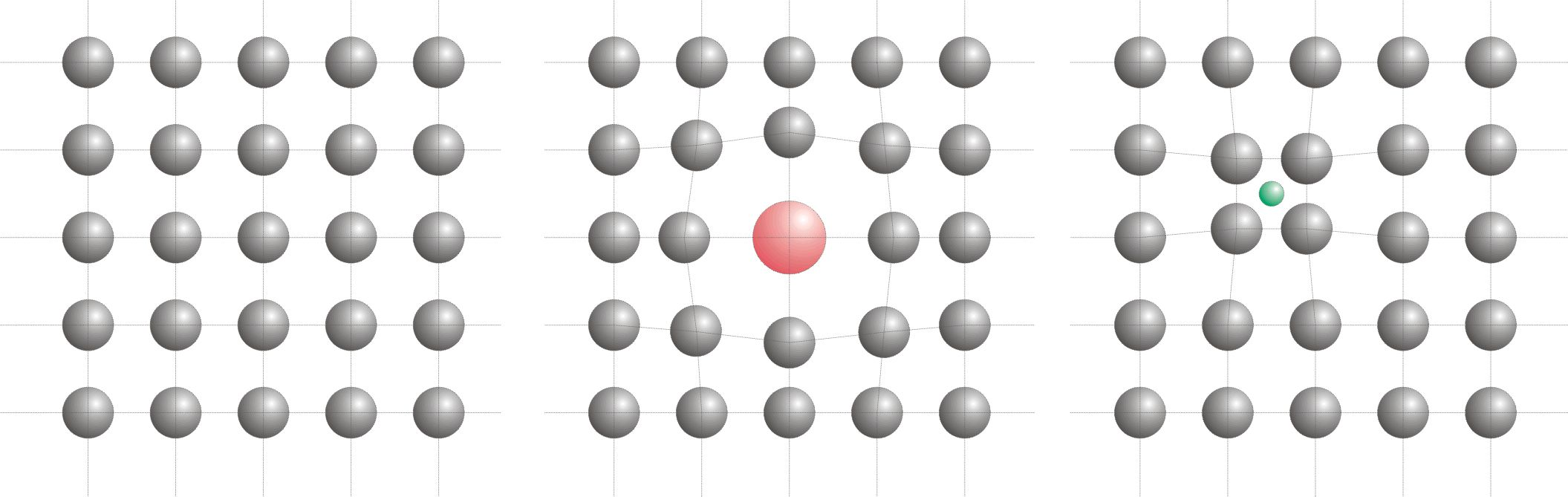
Zuiver kristal (links), substitutie atoom (midden) en interstitieel atoom (rechts).

Een substitutioneel defect of substitutie-atoom is een type puntdefect in een kristalrooster, die een roosterplaats van de kristallijne gastheer matrix-atomen inneemt. Dit puntdefect-deeltje is een atoom of ion. De substitutie vindt plaats in kristallijne materie, die niet 100% zuiver zijn, zoals legeringen en keramieken.

## Substitutioneel defect
Het is een veelgebruikt begrip binnen de materiaalkunde en vastestoffysica. Tijdens het stollingsproces of in een gestolde vaste oplossing kan een deeltje (atoom of ion) die is opgelost in een gastheer matrix zich verplaatsen door middel van diffusie. Op deze manier is het mogelijk dat deze deeltjes zich:
- in de lege interstitiële holten tussen de atomen nestelen, het interstitieel defect, of
- de roosterplaats innemen van een atoom of ion van het gastheer matrix-materiaal, het substitutioneel defect.

Het innemen van de roosterplaats is een vorm van substitutie van een deeltje uit het originele "perfecte" rooster naar een deeltje, die daar niet hoort te zitten en wat daarom een defect of fout in het rooster is. Dit staat in tegenstelling tot het interstitieel defect, waarbij de roosterplaatsen van het kristal gelijk blijven maar de opgeloste stof zich nestelt in een open holte.

## Opgeloste atomen
In het Engels worden de substitutie en interstitiële atomen ook wel solute atoms, oftewel opgeloste atomen, genoemd. Deze naam danken ze aan het feit dat de opgeloste deeltjes (ongewenst) tijdens de smeltfase zijn toegevoegd aan het materiaal of via het oppervlak in het materiaal terecht zijn gekomen, maar in ieder geval al opgelost zijn in de smelt-oplossing of vaste oplossing wanneer deze via diffusie de roosterplaatsen of roosterholtes innemen. Dit kan gebeuren tijdens het primaire productieproces van het materiaal of het product en tijdens een warmtebehandeling of nabewerking. Het oplossen van de substitutie atomen gaat beter bij hoge temperatuur, omdat de ruimtes tussen de atomen dan groter zijn door uitzetting van het materiaal en de diffusiesnelheid wordt vergroot.

## Toepassingen
Een substitutioneel defect heeft niet per definitie een negatief effect op de materiaaleigenschappen, ook al zal de naam defect of fout dat wel kunnen suggereren. Om een stof substitutioneel op te lossen, moeten de opgeloste atomen van vergelijkbare grootte zijn met van de gastheer matrix-atomen. Ondanks dat deze deeltjes van vergelijkbare grootte zijn zal er toch een mate van interne spanningen ontstaan, omdat het kristalrooster wat wordt opgerekt door het verschil in grootte. Dit zorgt ervoor dat het materiaal harder wordt, omdat de roosterdefecten een extra weerstand bieden tegen afschuiving. Deze vorm van harden van een materiaal wordt vaste oplossingsversteviging genoemd.

### Doteren
Doteren is een methode waarbij een oorspronkelijk isolerende basismateriaal tot een halfgeleider wordt gemaakt. Hierbij worden opzettelijk substitutie defecten ingebed in een materiaal om de materiaaleigenschappen te veranderen. Dit wordt toegepast in de halfgeleidertechnologie. Het zuivere, veelal kristallijne basismateriaal wordt gedoteerd met zeer specifieke onzuiverheden, substitutie atomen van een ander materiaal. De atomen creëren in het kristalrooster een substitutioneel defect. Daarmee wordt het isolerende basismateriaal een halfgeleider.

Schematische weergave van blauwe substitutie atomen in een rode gastheermatrix.
Een substitutioneel defect (rood) rekt het kristalrooster (paars) op door het verschil in grootte met de atomen uit de gastheermatrix.
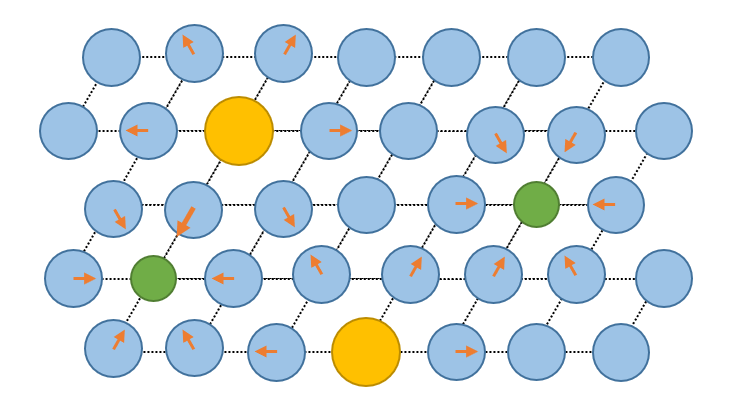
Verschillende grootte substitutie atomen in een gastheermatrix en de interne spanningen als gevolg daarvan.
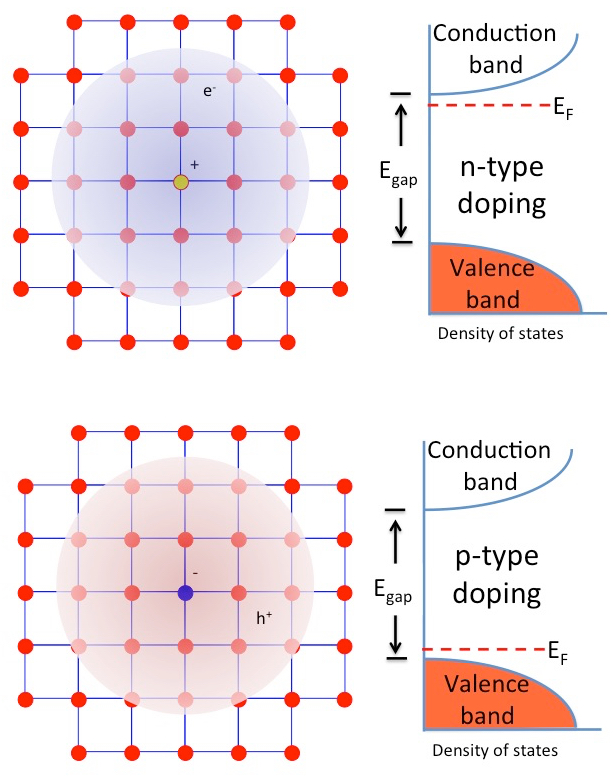
Doteren.

### Voorbeelden
Voorbeelden van substitutie defecten bij legeringen zijn:
- brons: koper met tin-atomen
- messing: koper met zink-atomen, er kan tot 30% zink in koper worden opgelost